# Mirabai Ceiba
Mirabai Ceiba es el dúo de música devocional formado por Angelika Baumbach de México, (arpa y canto) y Markus Sieber de Alemania, (guitarra y canto).

## Historia
Sus dos integrantes provienen de diferentes partes del mundo. Angelika nació en 1977 Tucson Arizona (USA). De madre mexicana y padre alemán, creció en un pequeño pueblo cerca de la Ciudad de México, lo que le permitió familiarizarse con el folclore local. Inició su carrera musical a los 15 años con el grupo "Cielo y Tierra" cuyo debut en 1992 con Warner Bros en Los Ángeles, Calif les permitió hacer giras por todo México. En 1997 se separó del grupo y sacó su primer álbum en solitario, "Amanecer", donde acompañaba su voz con arpa y guitarra. 
En busca de sus raíces europeas, Angelika viajó en el verano del 2001 al Festival Fringe de Edimburgo (Escocia) y allí se encontró con el actor y músico Markus Sieber.
Markus nació en 1974 y creció cerca de Dresde, Alemania. Participó en varios grupos de música, antes de desarrollar una carrera como actor en Berlín. 
Al conocer a Angelika descubrió la música desde una nueva perspectiva. Su primer álbum "Flores" combina ambas visiones acerca de la música europea y latinoamericana. Su repertorio musical incluye desde composiciones propias en diversos idiomas, mantras de Kundalini Yoga, hasta cantos tradicionales de los indios americanos.
Mirabai Ceiba han grabado varios discos con Spirit Voyage Music , E.U.A.  realizado giras en México, E.U.A., Canadá,  Sudamérica y Europa.

## Significado del nombre
El nombre está compuesto por las palabras Mirabai, princesa rajput y cantante popular de la India y Ceiba, un árbol originario de Latinoamérica

## Discografía
| Año  | Título                          | Discográfica          |
| ---- | ------------------------------- | --------------------- |
| 2004 | Flores                          | Spirit Voyage Records |
| 2005 | Mountain Sadhana                | Spirit Voyage Records |
| 2008 | Ocean                           | Spirit Voyage Records |
| 2009 | The Heart of Healing            | Spirit Voyage Records |
| 2010 | Cycle of Life                   | Spirit Voyage Records |
| 2010 | Night in Ram Das Puri           | Spirit Voyage Records |
| 2010 | A Hundred Blessings             | Spirit Voyage Records |
| 2011 | Awakened Earth                  | Spirit Voyage Records |
| 2011 | Sat Narayan                     | Spirit Voyage Records |
| 2012 | Between The Shores of Our Souls | Spirit Voyage Records |
| 2013 | Sacred Love Meditations         | Spirit Voyage Records |
| 2014 | Live in concert                 | Spirit Voyage Records |
| 2015 | FloresTRONIC                    | Spirit Voyage Records |
| 2015 | Sevati                          | Spirit Voyage Records |
| 2016 | Ojos como estrellas             | Spirit Voyage Records |
| 2019 | Agua de Luna                    | Spirit Voyage Records |

## Premios y reconocimientos
En el 2008 el álbum “Ocean” fue nominado como ‘Mejor Álbum Vocal del año 2008 de New Age Reporter’.
En el año 2010 el álbum “A hundred Blessings” 2010 fue elegido por la revista ‘LA YOGA’ en E.U.A. entre las ’10 mejores álbumes del año 2010′.
En 2013 el álbum "Between the shores" ganó en los E.U.A. el premio ZMR para Mejor Álbum Vocal de 2012